# Anaspis mulsanti
Anaspis mulsanti is een keversoort uit de familie bloemspartelkevers (Scraptiidae). De wetenschappelijke naam van de soort is voor het eerst geldig gepubliceerd in 1859 door Brisout de Barneville.